# Podkładka (ogrodnictwo)

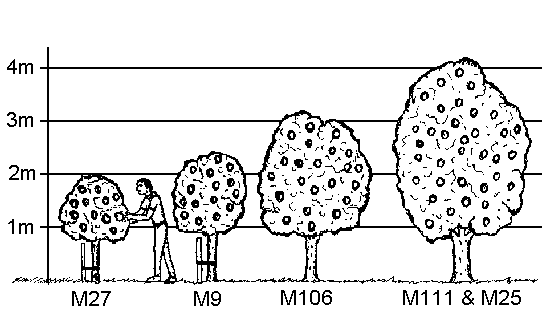
Schematyczne przedstawienie zróżnicowanej siły wzrostu wegetatywnych podkładek jabłoni

Podkładka, podkład – ukorzeniona roślina, na której okulizuje się lub szczepi odmianę szlachetną innej rośliny. Najczęściej podkładką jest drzewo lub krzew owocowy lub ozdobny. Podkładka ma zapewnić roślinie szlachetnej dobrze rozwinięty system korzeniowy, zdolny do pobierania z gleby soli mineralnych i wody,  wolny od chorób i patogenów.
Podkładki mają wpływ na wiele cech związanych ze wzrostem jak i właściwościami produkcyjnymi odmiany na niej zaszczepionej. Podkładki stosowane dla drzew owocowych do sadów intensywnych mają za zadanie osłabienie siły wzrostu drzewa, przyspieszenie ich wejścia w okres owocowania, różnicują długowieczność drzew (podkładki silnie rosnące), wielkość plonu, jakość owoców i regularność owocowania.
Podkładki mają zastosowanie głównie w szkółkarstwie sadowniczym oraz przy rozmnażaniu krzewów ozdobnych (np. róż), ale także w warzywnictwie (szczepienie pomidorów szklarniowych) oraz w leśnictwie. Zasadniczo wszystkie odmiany i formy danego gatunku należy szczepić na podkładkach tego samego gatunku, w przypadku mieszańców używa się podkładki pochodzącej od jednego z gatunków, z których wywodzi się ten mieszaniec. Czasami jednak z różnych powodów (np. z braku podkładki tego samego gatunku) musimy używać na podkładkę innych gatunków; wówczas należy używać gatunków jak najbliżej spokrewnionych. Z praktyki szkółkarskiej wiadomo, że istnieją gatunki roślin, które są dobrymi podkładkami dla wielu innych gatunków, a nawet innych rodzajów. Tak np. dla wszystkich gatunków świerka uniwersalną podkładką jest świerk pospolity, wszystkie gatunki kalin dobrze przyjmują się na podkładce kaliny hordowiny.

## Podział podkładek
Ze względu na sposób rozmnożenia rozróżniane są podkładki generatywne (siewki uzyskane z nasion) i podkładki wegetatywne (ukorzeniane części roślin). Ze względu na siłę wzrostu rozróżnia się podkładki:
- silnie rosnące,
- półkarłowe,
- karłowe,
- superkarłowe.

## Podkładki stosowane dla roślin sadowniczych w Polsce

### Jabłoń

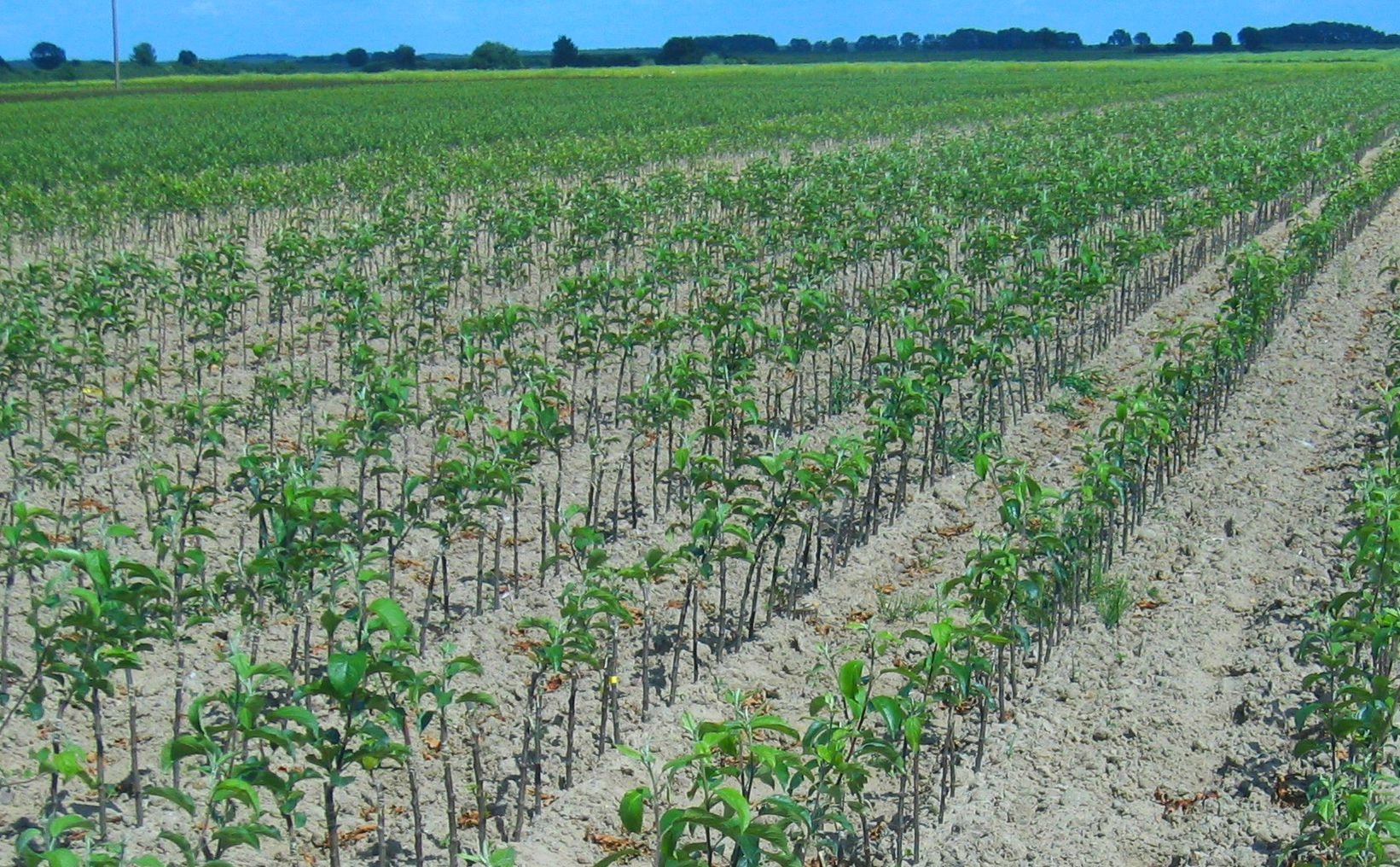
Drzewka jabłoni odmiany 'Golden Delicious' rosnące w szkółce zaszczepione na wegetatywnej podkładce M9

Gatunkiem dla którego w Polsce produkuje się najwięcej podkładek pod względem ilościowym oraz pod względem zróżnicowania jest jabłoń domowa. Państwowa Inspekcja Ochrony Roślin i Nasiennictwa, która jest między innymi odpowiedzialna w Polsce za kwalifikacje materiału szkółkarskiego pod względem jakości i zdrowotności w 2012 roku zakwalifikowała ponad 320 tys. podkładek generatywnych oraz ponad 27 milionów podkładek wegetatywnych. Zważywszy na opłaty związane z kwalifikacją oraz na to że nie zawsze w obrocie materiałem szkółkarskim w Polsce wymagane jest posiadanie kwalifikacji szacuje się, że produkcja podkładek dla jabłoni jest co najmniej dwa razy większa.
Najczęściej stosowanymi generatywnymi podkładkami pod szlachetne odmiany jabłoni są siewki Antonówki Zwykłej, natomiast wegetatywnych podkładek jest kilkanaście i różnią się pomiędzy sobą siłą wzrostu oraz innymi istotnymi cechami uprawowymi. Jedną z najważniejszych podkładek wegetatywnych  dla jabłoni jest stosowana na całym świecie, otrzymana w 1879 roku we Francji Żółta z Metz, która od 1938 roku nazywana jest symbolem M9. Doczekała się ona wielu selektów na całym świecie i z racji słabego wzrostu jest najczęściej spotykaną podkładką w sadach intensywnych. Oprócz niej jest cały szereg popularnych podkładek serii M (M2, M7, M26, M27), nazwanych od stacji badawczej w East Malling w Anglii, gdzie je po raz pierwszy opisano i usystematyzowano. W Polsce otrzymano szereg podkładek dla jabłoni serii P, z których najpopularniejszymi są P22 i P16. Hodowlą podkładek zajmowało się wiele ośrodków badawczych na całym świecie jednak największy zasięg mają podkładki wyselekcjonowane w Anglii.

### Grusza
Powszechnie stosowanymi podkładkami pod odmiany grusz owocowych są w Polsce z podkładek generatywnych stosowane siewki gruszy pospolitej lub gruszy kaukaskiej ('Belia', 'Doria' i 'Elia') natomiast z podkładek wegetatywnych wyselekcjonowane typy pigwy pospolitej selekcji polskiej (Pigwa S1), selekcji angielskiej (Pigwa MA, Pigwa MC) oraz belgijskiej (Pigwa Adams).

### Gatunki pestkowe
Dla odmian uprawnych śliw, brzoskwiń i moreli najczęściej stosuje się silnie rosnącą, generatywną podkładkę – ałyczę a z podkładek wegetatywnych selekty śliw domowej oraz wiśni piaskowej (Prunus besseyi). Dla odmian szlachetnych wiśni i czereśni stosowane są najczęściej siewki antypki i czereśni ptasiej, natomiast z wegetatywnych podkładek stosowane są selekty o nazwach 'F 12/1', 'Colt', 'P-HL A', 'P-HL C', 'GiSeLA 5' i 'Maxma 14'.